# Andritz Group
Andritz AG (WBAG: ANDR) é um grupo internacional de tecnologia que oferece instalações, equipamentos, sistemas e serviços para várias indústrias, com sede em Graz, Áustria. O grupo recebe seu nome do distrito de Andritz no qual está localizado, está listada na Bolsa de Valores de Viena. Com mais de 280 instalações de produção e serviços, a companhia emprega mais de 27.000 funcionários e encerrou o ano fiscal de 2020 com uma receita de 6,7 bilhões de euros e um lucro líquido de 203,7 milhões de euros.

## Áreas de negócios
A Andritz consiste em 4 principais áreas de negócios:
- Hidro
- Celulose e Papel
- Metais
- Separação

e os campos de negócios de alimentação, biocombustíveis, bombas e automação.

## Andritz Metals
Andritz Metals é a divisão de negócios dedicada a área de produção de metais (antiga "Rolling Mills and Strip Processing") é a terceira maior unidade de negócios da companhia. A Andritz Metals projeta e desenvolve linhas completas para a produção e processamento posterior de tubos laminados a frio aço carbono, aço inoxidável e tiras metálicas não ferrosas; incluindo fornos, prensas e equipamentos de regeneração industrial.

## Cronologia histórica

### Destaques da história da ANDRITZ, incluindo grandes aquisições
- 1852    É fundada como fundição de ferro em Andritz, um subúrbio da cidade de Graz, na Áustria. Logo após sua fundação, o programa de produção da empresa foi estendido para incluir grandes bens de capital, como guindastes, bombas, turbinas de água e, posteriormente, pontes, caldeiras a vapor e motores, além de equipamentos de mineração.
- 1949    A Andritz inicia uma cooperação duradoura com o Grupo Escher Wyss da Suíça, inicialmente no setor de turbinas d'água.
- 1951    Andritz embarcou na produção de equipamentos industriais para produção de papéis completos de diversos tipos em cooperação com Escher Wyss.
- Durante as décadas de 1960 e 1970, a companhia continuou a crescer. As divisões de produção foram ampliadas, novas máquinas compradas e as atividades de pesquisa e desenvolvimento se intensificaram. Equipamentos eletroquímicos e metalúrgicos foram adicionados ao programa de produção.
- 1987     Começou a mudar sua direção estratégica, de ser licenciadora de outras fabricantes de equipamentos para se tornar uma fornecedora internacional líder de seus próprios sistemas de produção de alta tecnologia.
- 1990     Começou a aquisição da Sprout-Bauer, empresa norte-americana fornecedora de equipamentos para produção mecânica de celulose e ração animal, marcou o início da política de expansão do Grupo por meio de aquisições de grandes companhias.
- 2000/01  Uma das maiores transações em termos de vendas foram as aquisições do Ahlstrom Machinery Group (tornando a Andritz uma fornecedora líder global em sistemas de produção de celulose).
- 2001     Tornou sua oferta pública na Bolsa de Valores de Viena. Duas milhões de novas ações foram colocadas com sucesso ap mercado com investidores nacionais e internacionais pelo grupo.
- 2006     Com a aquisição da VA TECH HYDRO, a Andritz avançou para ser uma fornecedora líder global de equipamentos eletromecânicos para usinas hidrelétricas.
- 2011     Começou a aquisição da AE&E Austria concluída no ano seguinte.
- 2013     Adquiriu a sua maior aquisição, a Schuler GmbH, da Alemanha, empresa líder em formação de metal e construção de prensas de metal
- 2018     A Diatec (Companhia do Grupo) completou seu portfólio em papéis tipo Tissue. A Xerium Technologies é uma fabricante global e fornecedora de máquinas de roupas (formação de tecidos, feltro de prensa, tecidos de secagem) e tampas de rolo para máquinas de papel, tecido e prancha.
- 2021     Laroche é fornecedora de tecnologias de processamento de fibras. A Andritz adquire partes do negócio do Air Quality Control System (AQCS) da GE Steam Power.

### 2000 -
Em março de 2000, a empresa adquiriu uma participação de 50% da Ahlstrom Machinery Group from the A de Ahlstrom, uma fabricante de plantas químicas de papel e outras máquinas de processamento de celulose. Como parte do contrato de compra, Andritz também recebeu a opção de comprar o controle total das máquinas Ahlstrom. Enquanto isso, a Ahlstrom Machinery foi renomeada Andritz-Ahlstrom e colocada sob a divisão de Papel e Celulose da companhia.
Após o IPO, a companhia concluiu com sucesso sua aquisição do controle total da Andritz-Ahlstrom, comprando o resto dessa subsidiária em julho de 2001. Outra grande aquisição foi a compra da divisão de hidrelétricas da VA Technologies em 2006, por causa de uma decisão da Comissão Europeia, na aquisição da VA Technologie pela Siemens especialistas estimaram o preço em €200 milhões. A unidade VA Tech Hydro mudou seu nome para Andritz VA Tech Hydro GmbH e tornou-se uma subsidiária da Andritz AG. Com 3.000 funcionários e vendas de € 620 milhões, a unidade aumentou o tamanho da Andritz em um terço, tornando-se o segundo maior negócio da empresa.
Em maio e junho de 2008, a Andritz adquiriu tecnologia hidrelétrica e certos ativos do negócio de hidrelétricas da GE Energy (incluindo laboratórios de testes no Canadá e no Brasil), bem como a participação majoritária da GE Energy na joint venture GE Hydro Inepar do Brasil.  Desde janeiro de 2009, todas essas aquisições operam agora sob o nome "Andritz Hydro", está entre as 3 maiores companhias hidrelétricas (com a Alstom e a Voith-Siemens) com referências históricas desde o século XIX pela aquisição ao longo dos anos das seguintes empresas e tecnologias, nas quais o grupo Andritz Hydro é o sucessor legal.